# Президент на Зимбабве
Президентът на Зиммбабве е най-висшата длъжност в Република Зимбабве.

## История
Първи президент на Зимбабве е Канаан Банана. Той поема длъжността след обявяването на независимостта през 1980 г.
През 1987 г. Банана е сменен и на власт идва Робърт Мугабе. Оттогава в страната властва президентска диктатура, т.е. еднолично управление на Мугабе.

## Списък с президентите на Зимбабве
| #  | Титуляр           | Мандат      |
| -- | ----------------- | ----------- |
| 1. | Канаан Банана     | 1980 – 1987 |
| 2. | Робърт Мугабе     | 1987 – 2017 |
| 3. | Емерсон Мнангагва | 2017 –      |